# 趙広漢
趙 広漢（ちょう こうかん、? - 紀元前64年）は、前漢の人。字は子都。涿郡蠡吾県の人。

## 略歴
若くして郡の吏、州の従事となり、清廉潔白で優秀であったことから有名になった。秀才に推挙されて平準令となり、孝廉に推挙され陽翟令になった。成績が特に良かったことから京輔都尉となり、守京兆尹（京兆尹見習）となった。
昭帝が死亡したが、その皇帝陵造営の役人が汚職をしていた際、趙広漢はまず先に警告を発し、それでも改まらなかったため逮捕した。彼は実力者とつながっていたため助命嘆願が相次いだが趙広漢は聞かず、一族や賓客らは実力で強奪しようとしたが、趙広漢は計画を事前に察知し、「そんなことをすれば一族が滅びるであろう」と警告したため、その役人の処刑の際には近づく者はいなかった。都はこのことを称賛した。
霍光らにより昌邑王劉賀が皇帝に擁立され、廃位の後に宣帝が擁立された際、趙広漢もその議に参加し、その功績で関内侯を賜った。
潁川太守に遷ると、着任早々に勢力があり、賓客が盗賊行為を行うなど勝手気ままにふるまい太守も止められなかった一族の首魁を誅殺し、郡内を震え上がらせた。潁川では有力な豪族同士が通婚し、吏も癒着していた。そこで趙広漢は有力な豪族同士を仲違いさせるように仕向け、また吏や民を自分の耳目に使った。郡内の風俗は改まり、盗賊は起こらず、起こってもすぐ捕まえられるようになった。その威名は全国に知れ渡り、匈奴でさえも噂された。
本始2年（紀元前72年）、漢が五人の将軍を派遣して匈奴を攻めた際、趙広漢も従軍し、蒲類将軍趙充国の指揮下に入った。帰ると再度守京兆尹となり、1年して京兆尹に正式に任命された。
趙広漢は聡明で、部下の能力をすべて把握していた。また柔和に人に接し、良い事があれば部下の功績であると言った。そのため吏はみな彼のために危険も顧みず働こうとした。背く者がいればまず先に教え諭し、それでも改まらない者を容赦なく逮捕、断罪した。また直接尋問せずに話を聞き出す術に長け、誰も及ぶ者がなかった。趙広漢は長安の游徼（見回りの小役人）の秩禄を上げてやったため、游徼は従来より自重するようになり、むやみに法を曲げて人を勾留するようなことがなくなった。
京兆尹の政治は浄化され、民や吏は褒め称えた。長老も漢の世になって以来京兆尹で彼に及ぶ者は居ないと評した。法を犯した者は京兆尹の管内を脱して右扶風と左馮翊に逃げるようになり、趙広漢は「私の統治を邪魔する者はいつも二輔（右扶風と左馮翊）だ。私がすべて兼任できれば簡単なのだが」と嘆いた。
大将軍霍光が生きている間は趙広漢は霍光に仕えたが、霍光が死ぬと、宣帝の本心を知り、長安の吏を動員して霍光の子の霍禹の屋敷を酒の密売容疑で門を斧で破壊して強制捜査した。皇后となっていた霍光の娘は泣いて宣帝に訴えたが、宣帝は内心では趙広漢を支持し、彼を召し出して事情を聞いた。これ以降、趙広漢は貴人・大臣相手でも回避しなくなった。
趙広漢の賓客が長安の市で酒を密売していたが、丞相府の吏がそれを追い払った。趙広漢はそれを密告したと疑われる蘇賢の罪を調べ弾劾したが、蘇賢の親が無罪を訴え趙広漢を告発したため、趙広漢も取り調べられて有罪となったが恩赦があったため減給処分で済まされた。しかし趙広漢は蘇賢と同じ邑の出身である栄畜がこの件を密告したと考え、栄畜を別の罪で殺した。その件を告発する者があり、案件は丞相・御史大夫に下され早急に取り調べられた。趙広漢は丞相の魏相の犯罪行為を調べ上げ、丞相府の婢が自殺していたことを知ると、そのことを材料に自分の案件を調べないよう魏相に脅しをかけたが、魏相は聞かなかった。そこで丞相夫人が婢を殺したと告発し、京兆尹が取り調べることとなった。趙広漢は自ら吏や卒を率いて丞相府に押し入り、丞相夫人を取り調べ、奴婢十数名を連行していった。魏相が自分の妻は婢を殺していないのに、趙広漢は自分を脅迫した、と皇帝に上書したため、廷尉がこのことを取り調べたところ、魏相の夫人は婢を殺しておらず、叱責され笞打たれた後に自殺したもので、趙広漢の主張とは違うと結論づけた。
丞相司直の繁延寿がこのことを弾劾したため、趙広漢は獄に下された。長安の民や吏は号泣する者が数万人とおり、「趙京兆の代わりとなって死にたい」という者もいたが、趙広漢は元康2年（紀元前64年）冬に腰斬の刑に処せられた。
罪があって処刑されたとはいえ、民は彼の京兆尹としての業績を思い、後々までも「先には趙・張がいて、後には三王がいた」（趙広漢、張敞、および王尊・王章・王駿の3人の王氏）と語り継いだ。
宋の太祖趙匡胤は、趙広漢の末裔を自称していたが、このことは早くから疑問視されていた。例えば江戸時代の林羅山は『寛永諸家系図伝』序において、「蜀漢の劉備が中山靖王（劉勝）の子孫だといったり、趙匡胤が趙広漢の末裔だといったりしているのは途中の系図が切れていて疑わしい。戦国武将の系図にも同様の例が多い」とわざわざ引き合いに出しているほどである。